# Na Wygonach
Na Wygonach, również Wygony – część wsi Rozdziele w Polsce, położona w województwie małopolskim, w powiecie bocheńskim, w gminie Żegocina. Wchodzi w skład sołectwa Rozdziele.
W latach 1975–1998 miejscowość należała administracyjnie do województwa tarnowskiego.
Nazwa Wygony  wywodzi się od pastwisk, na które  wyganiano bydło. Historia nazwę tego przysiółka wywodzi od pasterzy wołoskich, którzy przybyli na te tereny w XV wieku i zajmowali się wypasaniem bydła. Przysiółek Na Wygonach położony jest na południowych stokach Łopusza Zachodniego. W dolnej części przysiółka, gdzie obecnie znajduje się gęsta zabudowa dawniej znajdował się folwark dworski, toteż nazwa tego miejsca to Na Folwarku, z kolei zachodnia część przysiółka nosi nazwę  Pod Sośliną od lasu sosnowego pod którym się znajduje.